# Apiacá
Apiacá là một đô thị thuộc bang Espírito Santo, Brasil. Đô thị này có diện tích 193,579 km², dân số năm 2007 là 7622 người, mật độ 39,37 người/km².